# فیرکیرشن
فیرکیرشن (به آلمانی: Vierkirchen) یک شهر در آلمان است که در ناحیه داخاو واقع شده‌است.

## خصوصیات
فیرکیرشن ۱۹٫۳۹ کیلومترمربع مساحت دارد ۴۹۰ متر بالاتر از سطح دریا واقع شده‌است.